# Electrochemical Society

Il logo dell'Electrochemical Society

L'Electrochemical Society (o ECS) è un'organizzazione internazionale no-profit che conta oltre 100 società e 8000 membri individuali specializzati nell'ambito dell'elettrochimica e della fisica dello stato solido.
L'American Electrochemical Society venne fondata nel 1902 e nel 1930 l'organizzazione assunse la denominazione attuale (Electrochemical Society).

## Attività
Tra le attività svolte dall'Electrochemical Society si ricordano:
- organizzazione di incontri in ambito internazionale;
- diverse pubblicazioni di settore;
- svolgimento di attività di formazione sulle tematiche dell'ECS;
- attribuzione di premi e riconoscimenti a società o studenti che si siano distinti nell'ambito dell'elettrochimica e della fisica dello stato solido.[2]

Tra le pubblicazioni dell'Electrochemical Society si annoverano:
- Journal of The Electrochemical Society
- Electrochemical and Solid-State Letters
- ECS Transactions
- Electrochemical Society Interface

## Persone legate all'ECS
Alcuni personaggi famosi che hanno preso parte all'Electrochemical Society sono: Edward Goodrich Acheson (che commercializzò il carburo di silicio), Herbert Henry Dow (fondatore della Dow Chemical Company), Charles Martin Hall (co-inventore del processo di Hall-Héroult per la produzione di alluminio), Edward Weston (fondatore della Weston Instruments e inventore della pila Weston) e Thomas Edison (detentore di 1.093 brevetti).